# Chiesa di San Francesco (Chiusi)
La chiesa di San Francesco è un luogo di culto cattolico che si trova nel centro storico di Chiusi, in provincia di Siena.

## Storia e descrizione
La tradizione vuole che l'insediamento francescano prenda origine da una visita di San Francesco nel 1212. La chiesa sorse su una preesistente dedicata a San Michele, fondata a sua volta secondo la tradizione su un tempio etrusco. 
La facciata, in cotto e travertino, è divisa in tre arcate impostate su paraste laterali in travertino e su colonne tortili che inquadrano il portale gotico. Al di sopra, la fascia mediana è aperta da una finestra rettangolare, ed in alto un timpano triangolare corona il tutto.
Sul fianco destro si apre un altro portale duecentesco, decorato a tortiglione, con l'architrave sorretto da mensolette scolpite. Le pareti laterali dell'edificio sono coronate da un motivo ad archetti intrecciati.

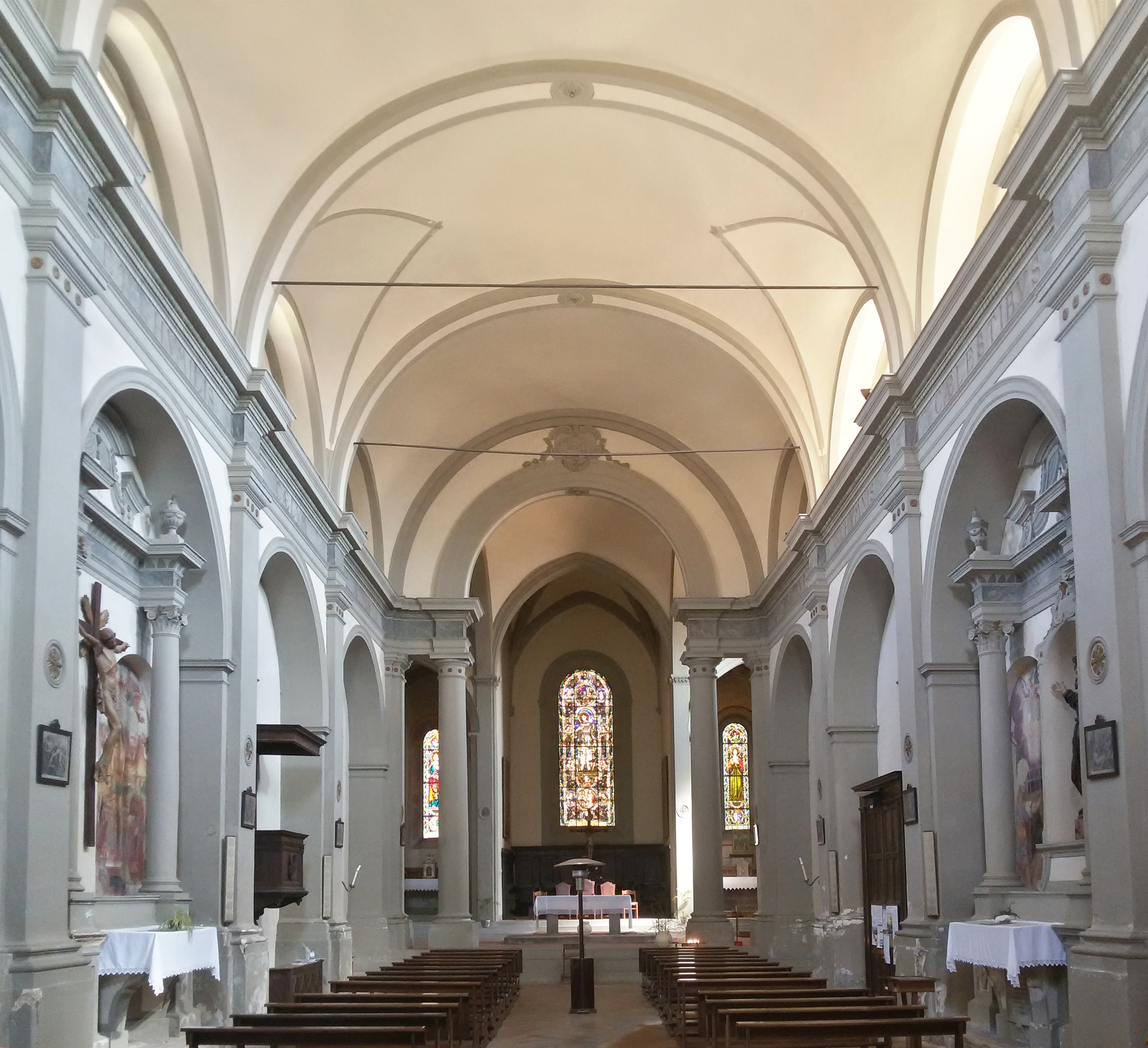
Chiusi, chiesa di San Francesco - Interno

L'interno presenta il tradizionale impianto conventuale a unica navata, sebbene ristrutturato tra XVII e XVIII secolo, con pianta a croce latina coperta con volta a vela, lungo la quale si aprono ampie nicchie poco profonde ad arco, quattro delle quali ospitanti un altare laterale. Al primo altare a destra è una statua di Sant'Antonio da Padova, purtroppo mancante del Bambino, opera di uno scultore senese della seconda metà del XVII secolo. Un'altra scultura policroma della seconda metà del Seicento si trova al secondo altare a destra e rappresenta un San Francesco. Proprio accanto alla nicchia che ospita la scultura, si vede un affresco centinato con la Decollazione del Battista, opera di un artista toscano della fine del XVI secolo. Una delle due tele presenti in chiesa è appesa alla seguente, quarta arcata: rappresenta la Messa di Bolsena, è della fine del Cinquecento ed è opera di un artista ancora ignoto, o toscano o umbro. 
La navata termina con una grande serliana che dà accesso al transetto, con crociera coperta con volta ogivale, sul quale danno tre cappelle a pianta rettangolare, delle quali la centrale (che costituisce l'abside) di maggiori dimensioni. L'ultima arcata a sinistra ospita una tela di Ulisse Giocchi raffigurante la Lapidazione di Santo Stefano, proveniente dalla chiesa chiusina dedicata al santo. La terza arcata a sinistra è occupata dal pulpito ligneo intagliato della prima metà del XVI secolo, mentre al secondo altare vi è un Crocifisso ligneo senese della seconda metà del XV secolo. Subito accanto, dietro l'altare, è un affresco parzialmente visibile raffigurante San Sebastiano tra due Angeli con i Santi Gerolamo ed Ireneo, del tardo Quattrocento.